# Spelaeophrya
Spelaeophryidae
Famille
Genre
Spelaeophrya, unique représentant de la famille des Spelaeophryidae, est un genre de Ciliés de la classe des Phyllopharyngea.

## Étymologie
Le nom Spelaeophrya, est dérivé du grec spelaeo‑ σπελαε / σπελαε, « grotte »), et de οφρύς / ophrýs, « sourcil ⇒ cil ⇒ cilié », littéralement « ciliés de grotte », en référence au lieu de découverte de ce cilié.
L'épithète spécifique de l'espèce type, troglocaridis, est dérivé du grec τρωγλ / trogl, « trou », et carid, par allusion aux crustacés du groupe des Caridea sur lequel ce cilié vit.  

## Description
Le genre Spelaeophrya a un corps approximativement en forme de trompette, recouvert d'une pellicule épaisse. L’extrémité postérieure du corps est rétrécie. Il possède parfois une lorica rudimentaire à sa base, laquelle est une extension de la pellicule. Ses tentacules, parfois capités, sont limités au périmètre de la large région apicale ; ils sont de longueur courte à moyenne et non contractiles. Son macronoyau est en forme de bande. Sa reproduction se fait par production de larves vermiformes exogènes bourgeonnantes ; ces larves sont non ciliées et se déplacent activement à la manière de sangsues.

## Habitat
Les espèces du genre Spelaeophrya vivent en eau douce, attachées à divers invertébrés, en particulier aux crevettes.

## Liste des espèces
Selon BioLib (2 septembre 2024)
- Spelaeophrya polypoides (Daday, 1910)
- Spelaeophrya troglocaridis Stammer, 1935 : espèce type

Selon Clarivate Analytics (2 septembre 2024)
- Spelaeophrya ectoparasitio
- Spelaeophrya lacustris Hadzi, 1940
- Spelaeophrya polpoides : probablement erreur pour S.  polypoides
- Spelaeophrya polypoides Hadzi 1940
- Spelaeophrya troglocaridis : espèce type

## Systématique
Le nom valide de ce taxon est Spelaeophrya Stammer (d), 1935.
Le genre Spelaeophrya a pour synonymes : Hydranthosoma, Hydrophrya Nozawa 1938, Spathocyathus Nie & Lu, 1945.